# Дідьє Дешам
Дідьє́-Клод Деша́м (фр. Didier Claude Deschamps, французька вимова [didje deˈʃɑ̃]; *15 жовтня 1968, Байонна, Франція) — французький тренер, з 2012 року головний тренер національної збірної Франції. У минулому — футболіст. Баск за національністю. Будучи капітаном збірної Франції, привів її до перемог на чемпіонаті світу 1998 року і Євро-2000. Головний тренер збірної Франції — володаря Кубку світу-2018.

## Клубна кар'єра
Дідьє Дешам почав свою футбольну кар'єру в любительському клубі «Авірон Байонна», ще навчаючись у школі. Його потенціал гідно оцінили скаути «Нанта», які «підписали» 15-річного юнака у квітні 1983. Дебют Дідьє в Лізі 1 відбувся 27 вересня 1985 року.
Перші справжні успіхи прийшли до майбутнього лідера національної команди під час другого приходу до марсельського «Олімпіка» 1991—1994 рр. Після двох титулів чемпіона Франції (1991, 1992) в руках Дешама опинився недосяжний для багатьох Кубок Чемпіонів. Те, що зробили футболісти «Олімпіка» в 1993, здавалося неймовірним, оскільки до них (як і після) жодній французькій команді не вдавалося завоювати цей найпочесніший трофей клубного європейського футболу. Дідьє Дешам став наймолодшим капітаном, якому вдалося вибороти такий почесний трофей, тоді як голкіпер тої команди, Фаб'єн Бартез став наймолодшим воротарем у тій же номінації.
1994 гравець приєднався до туринського «Ювентуса». Виблискуючи в його складі, Дідьє виграв шість різних кубків всередині країни і другий за останні два роки Кубок Чемпіонів (1996). Тому не випадково він входить до «трійки» найкращих легіонерів із Франції, які будь-коли захищали кольори «Старої Синьйори».
Перш ніж завершити кар'єру у великому футболі, встиг спробувати себе як гравець англійської Прем'єр-ліги та іспанської Прімери. У 2001 році гравець повідомив про завершення кар'єри.

## Кар'єра у збірній
Отримавши запрошення до збірної від Мішеля Платіні в 1989 (проти Югославії), Дешам розпочав свою міжнародну кар'єру в ненайкращі для всього французького футболу часи.
Коли новий головний тренер Еме Жаке почав реанімувати збірну, капітаном став «зірковий» плеймейкер «Манчестер Юнайтед» Ерік Кантона. Але покладені на нього надії не виправдалися: отримавши тривалу дискваліфікацію за неспортивну поведінку, він зміг повернутися у склад лише в січні 1995, коли на зміну ветеранам, на кшталт його, Жана-П'єра Папена і Давида Жинола, прийшло покоління Зінедіна Зідана. Дешама, одного з небагатьох, що залишилися в лавах, обрали капітаном збірної, яку потім назвуть «Золотим поколінням» французького футболу. Свій перший матч як «тренера на полі» Дідьє зіграв проти національної команди Німеччини в ході підготовки до майбутнього Євро.
Але справжнє визнання прийшло до Дешама і його партнерів після феєричного мундіалю 1998 року. Перед початком першості головним фаворитом вважали збірну Бразилії, яка, попри втрату Ромаріо, все одно залишалася дуже грізною за складом. Скласти їм конкуренцію могли лише «альбіселестес» із забивною зв'язкою нападників Габріель Батістута — Аріель Ортега. Але насправді вийшло зовсім по-іншому: Франція не залишила жодного шансу своїм суперникам, показавши видатну гру на всіх відтинках поля в усіх матчах. Справжнім героєм змагань став Зінедін Зідан, автор «дубля» у фіналі; у воротах дуже надійно відстояв Бартез; лінія оборони, очолювана опорним хавбеком Дешамом, стала найзлагодженішою на турнірі. Перемога виявилася більш ніж закономірною, визнання — заслуженим.
Незабаром після успіху Еме Жаке залишив посаду очільника збірної. Натомість прийшов Роже Лемер, який, зумівши до ладу використати доробок попередника, привів французів до перемоги в наступному за ліком крупному турнірі, чемпіонаті Європи 2000. Після того, як Дешам підняв над головою почесний трофей, Франція відразу очолила рейтинг ФІФА і протягом двох років залишалася на його вершині.
У 2001 році відбулося прощання Дідьє зі збірною. На той момент він був рекордсменом Франції за кількістю зіграних за неї матчів. Нині попереду Дешама розташувалися відразу три прізвища: Зідана, Тюрама і Десаї, причому всі вони — у минулому партнери Дідьє.

## Тренерська діяльність
Першим клубом, занесеним до списку Дешана-тренера, був «Монако», з яким він виграв Кубок Ліги в 2003 і дійшов до фіналу Ліги Чемпіонів 2004 і з якого пішов, не зійшовшись у поглядах з керівництвом.
Коли влітку 2006 року прийшла пропозиція від«Ювентуса», що перебував у скруті, Дешан практично не вагався, і свій перший сезон у Серії B Стара Сеньйора розпочинала з французом на тренерському містку. За результатами того ж сезону Дешам вивів команду до Серії А з першого місця, але по завершенні сезону пішов з клубу через розбіжності в поглядах з керівництвом.
5 травня 2009 року Дешан підписав дворічний контракт з марсельським «Олімпіком», який очолив з початку сезону 2009/10. Разом з «Олімпіком» Дешам виграв чемпіонат Франції і Кубок французької Ліги.
У липні 2012 року прийняв пропозицію очолити тренерський штаб національної збірної Франції.
Виникли дискусії з приводу українського написання прізвища футболіста. Графічне (в оригіналі) 'mps' читається як носове «н», а не «м». Тому правильнішим видається написання Дешан (не Дешам).

## Досягнення

### Командні
- Чемпіон світу (1): 1998
- Чемпіон Європи (1): 2000
- Переможець Ліги чемпіонів (2): 1992-93, 1995-96
- Володар Міжконтинентального кубка (1): 1996
- Володар Суперкубка УЄФА (1): 1996
- Чемпіон Франції (2): 1989-90, 1991-92
- Чемпіон Італії (3): 1994-95, 1996-97, 1997-98
- Володар Кубка Італії (1): 1994-1995
- Володар Суперкубка Італії (2): 1996, 1997
- Володар Кубка Інтертото (1): 1999
- Володар Кубка Англії (1): 1999-2000

### Особисті
- Французький футболіст року (1): 1996
- Входить до списку ФІФА 100

### Тренерські
- з «Монако» — Кубок Ліги (1): 2002-03
- з «Ювентусом» — переможець Серії B (1): 2006-07
- з «Олімпіком» Марсель — Чемпіон Франції (1): 2009-10;

Кубок Ліги (3): 2009-10, 2010-11, 2011-12;
Суперкубок Франції (2): 2010, 2011
- Віцечемпіон Європи: 2016
- Чемпіон світу: 2018
- Віцечемпіон світу: 2022
- Переможець Ліги націй УЄФА: 2021-22

## Виноски
1. ↑  Незважаючи на відмінний підбір виконавців, Франція не змогла кваліфікуватися ні на ЧС-1990, ні на ЧС-1994, хоча шанси на її вдалий виступ були дуже великі.
2. ↑  Спорт-Експрес. Новини спорту. Архів оригіналу за 7 травня 2009. Процитовано 6 листопада 2010. Спорт-Експрес. Новини спорту (рос.)
3. ↑  Дешан погодився очолити збірну Франції [Архівовано 11 липня 2012 у Wayback Machine.], новини champion.com.ua, 8 липня 2012 року.